# Insoulitary

## Membros
Marcel Briani – Vocals (Tiger Cult, Darkener)
André Bortolai – Keyboards (Mistweaver, Synnoveriem, Remmoto)
Elder Oliveira – Bass (Tiger Cult)
Matthew Liles – Drums (Tiger Cult, Mistweaver, TRNK)

## Biografia

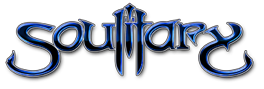
Logo oficial

Paixão em tocar um som original, honesto e empolgante! São estas as palavras que melhor definem a carreira da banda de Metal In Soulitary.
Formada na cidade de São Paulo/SP em 2002 capitaneada pelo baterista Matthew Liles, a banda surgiu com a proposta de fazer um som técnico, agressivo e melódico, livre de rótulos, mesclando influências que vão desde o Hard Rock, passando pelo Power Metal até o Death Metal, com vocais limpos e guturais que criam um estilo próprio percebido logo na primeira audição.
Em 2004 a banda lança sua primeira demo intitulada “Mouth of Madness”, fazendo vários shows na região e obtendo uma ótima resposta do público e críticas muito positivas sobre suas músicas e estilo.
Após este período a banda passou por diversas formações, porém contando sempre com Matthew Liles (bateria) e seu amigo de longa data Elder Oliveira (baixo), integrante ativo desde o início da banda e elemento vital na caracterização e composição dos elementos que formaram o In Soulitary, e também Daniel Schneider (guitarra) com sua paixão e dedicação pela banda.
Em 2010 a banda atinge um alto grau de maturidade e empenho com a adição de Marcel Briani (vocais), André Bortolai (teclados) e, mais pra frente, Rafael Pacheco (guitarras), e começa a trabalhar em seu primeiro registro oficial. Coroando esta nova fase, em 2013 lançam o EP "He Who Walks...", obtendo ótimas críticas de sites e revistas especializadas e gerando expectativa para o lançamento seu primeiro álbum intitulado “Confinement”. Com este lançamento, o In Soulitary pretende surpreender a todos, fãs e crítica, mostrando composições poderosas de uma banda madura, experiente e principalmente honesta em seus
ideais musicais.
SPREAD THE WORD!!!
______________________________________________________________
O primeiro EP, "He Who Walks..."
O primeiro registo oficial da banda saiu em 15/04/2013 em versão exclusiva online. Intitulado "He Who Walks..." o EP conta com duas músicas, uma delas com participação especial de Mário Pastore, e com produção de Denis Di Lallo (produtor de bandas como Nervosa, Andralls, Pentacrostic e outras). A música Behind the Rows e a capa do EP prestam homenagem ao escritor Stephen King. As músicas presentes no EP são:
Behind the Rows
Hollow (esta com participação de Mario Pastore nos backing vocals)
Ouça o EP nos seguintes endereços:
http://www.myspace.com/insoulitary
http://www.reverbnation.com/soulitary
http://www.soundcloud.com/insoulitary_brasil
Resenhas:
Roadie Crew #178 (Nota 7,5): “As canções mostram grande entrosamento dos músicos em composições que
fogem do trivial, prendendo o ouvinte do começo ao fim. Riffs cativantes,
levadas e ritmos dignos de primeiro mundo e um vocal forte e certeiro. Uma
grande promessa do Brasil para o mundo!”
O Metaleiro Patriota: “Se o EP já tá bom assim, imagina completo? Uma banda com muito potencial
para traçar um bom caminho na nossa cena brasileira!”
Whiplash (Nota 8): “Mais uma banda promissora! Vamos conferir isso no álbum debut!”
Hell Divine #15: “"A banda surge como uma grande promessa no underground nacional. Um
metal moderno, com estilo e personalidade. Fiquem de olho, pois esse nome ainda
dará muito o que falar”
Rock Express: “O interessante do EP é a fusão de todos os estilos em uma música,
fazendo com que a banda fuja de qualquer rótulo e tornando este lançamento
obrigatório a todos os amantes de boa musica”
A Ilha do Metal: “O InSoulitary entra na seleta lista de bandas que devem ser acompanhadas
de perto, mostrando claramente um poderio diferenciado que o talentoso metal
nacional vem apresentando há anos. 
O Álbum “Confinement” (2014)
O primeiro álbum oficial do In Soulitary se chama “Confinement”. Gravado no estúdio AV Works, de Denis Di Lallo (Andralls, Nervosa, Pentacrostic) entre 2011 e 2013 de forma profissional mas completamente independente, o álbum espera mostrar ao grande público um heavy metal honesto, cheio de influências mas com uma cara única, a fim de criar uma forte identificação em cada faixa. 
Lançado em Maio de 2014 pela Shinigami Records, o álbum tem forte embasamento na literatura mundial, tendo como temas obras de Stephen King, José Saramago, Edgar Allan Poe, Alan Moore, Stephen Hawking, Ray Bradbury e muitos outros.  
As músicas do álbum são:
1. Burning Tsa
2. Hollow
3. Written to Life
4. Behind the Rows
5. Mouth of Madness
6. River of Souls
7. Devil’s Playground
8. Ministry of Truth
9. Raven King
10. The Key
11. Deep Fear
12. True Religion
O álbum conta com diversas participações especiais, entre elas:
·      Mario Pastore (Pastore)
·      Dimitri Brandi (Psychotic Eyes)
·      Elaine Weiss (Dio Tribute)
·      Veronica Rodriguez (Karkaos)
·      Luigi Regolini (Darkener)
·      Michael "Dad" Liles (The Stand)